# 461 (tal)
461 är det naturliga talet som följer 460 och som följs av 462.

## Inom vetenskapen
- 461 Saskia, en asteroid.

## Inom matematiken
- 461 är ett udda tal.
- 461 är ett primtal.[1]
- 461 är ett palindromtal i det kvarternära talsystemet.